# Tạ Đình Phong
Tạ Đình Phong (tiếng Trung: 謝霆鋒, tiếng Anh: Nicholas Tse Ting-Fung; sinh ngày 29 tháng 8 năm 1980) là một nam ca sĩ, nhạc sĩ, diễn viên, đầu bếp người Hồng Kông.
Anh chính thức gia nhập giới giải trí với tư cách là ca sĩ vào năm 1996. Phim điện ảnh đầu tay năm 1998 là Thiếu niên Hạo Nam (phim 1998) đã giúp anh giành Giải thưởng Điện ảnh Hồng Kông trong hạng mục Nam diễn viên mới xuất sắc nhất.

## Tiểu sử
Tạ Đình Phong sinh ra tại bệnh viện Pháp ở Hồng Kông có cha là nam diễn viên Tạ Hiền (謝賢) và mẹ là Hoa hậu Hồng Kông năm 1973, diễn viên Địch Ba Lạp (狄波拉). Bà Địch Ba Lạp còn được biết đến với tên Lý Mẫn Nghi (李敏儀), sinh năm 1951 tại Hồng Kông, mẹ bà là người Trung Quốc còn cha là người Ireland. Nhiều người lầm tưởng bà mang họ Địch nhưng bà khẳng định đó chỉ là phiên âm Hán tự (狄寶娜摩亞) còn họ tên thật bằng tiếng Anh là Deborah Moore. Bà sử dụng tiếng Quảng Đông nhưng không rành viết chữ Hán cũng giống như nhiều người lai và Hoa kiều khác.
Tạ Đình Phong có một em gái là Tạ Đình Đình (謝婷婷). Năm 1987, cả gia đình anh chuyển sang sinh sống ở Vancouver, Canada.
Tạ Đình Phong theo học tại trường nam sinh St. George's School (Vancouver) và trường Quốc tế Hồng Kông một năm trước khi bỏ học vào năm lớp 10. Tạ Đình Phong chuyển đến sống tại Phoenix, Arizona trong 1 năm sau đó quay trở lại Vancouver. Anh từng học nhạc tại Nhật Bản trước khi quay về Hồng Kông. Hiện anh mang quốc tịch Canada và Hồng Kông.

## Sự nghiệp
Năm 4 tuổi, lần đầu tiên Tạ Đình Phong cầm 2 dùi đánh trống, và ước mơ âm nhạc của anh bắt đầu. Năm 13 tuổi với cây đàn guitar và người thầy Steve, Nicholas đã bắt đầu nền tảng âm nhạc của mình.
Sau đó, gia đình anh trở về Hồng Kông. Năm 16 tuổi, trước khi ra mắt làng giải trí, anh đến Nhật Bản để học nhạc khoảng 4 tháng ở Tokyo. Lúc đó, anh sống ở thành phố Warabi, Saitama, mỗi ngày đi xe điện 2 tiếng đến Tokyo học nhạc. Buổi sáng Đình Phong đi học, tối biểu diễn ở quán bars, như thế vừa kiếm được tiền vừa luyện tập khả năng biểu diễn. Có lần anh biểu diễn đến tận gần 1 giờ sáng trong khi đó thì ga Tokyo 12 giờ đã đóng cửa, không đủ tiền để đi xe khác như taxi để về nhà nên Đình Phong đã ở lại một khách sạn rất cũ. Ở Nhật Bản, anh đã trải qua những tháng ngày cơ cực nhất và đó là quãng thời gian khó quên của anh. Trong thời gian ở Nhật Bản, Tạ Đình Phong đã viết ca khúc đầu tiên: "Dự Tính Sai Lầm" (估计错误)
Cuối năm 1996, Tạ Đình Phong chính thức trở thành ca sĩ bằng một hợp đồng với công ty đĩa hát Phi Đồ (hiện nay là Anh Hoàng). 2 năm đầu tuy cố gắng nhiều nhưng anh đã gặp rất nhiều khó khăn vì vướng phải cái bóng quá lớn của cha mẹ và sự táo bạo, thẳng thắn của anh là chưa từng có ở Hồng Kông trước đây.
Phải đến những năm 1999, 2000 Tạ Đình Phong mới được khán giả đón nhận như một nghệ sĩ thật sự tài hoa, anh thoát khỏi cái bóng của cha mẹ, tự mình vươn lên thành một siêu thần tượng của giới trẻ châu Á. Năm 2002, Tạ Đình Phong vinh dự là nghệ sĩ người Hoa trẻ tuổi nhất nhận được giải thưởng âm nhạc thế giới (World Music Award).
Nửa cuối năm 2002, khi cuộc đối đầu giữa Đình Phong và truyền thông Hồng Kông lên đến đỉnh điểm thì không còn cách nào khác, anh buộc phải rút lui khỏi làng giải trí một thời gian để lại bao nuối tiếc cho người hâm mộ. Tháng 3 năm 2003, anh trở lại làng giải trí với một hình tượng mới chín chắn, trưởng thành hơn.

## Âm nhạc
Tài năng âm nhạc của Tạ Đình Phong được phát hiện khi anh hát trong một buổi tiệc của gia đình. Dương Thụ Thành (Albert Yeung, chủ tịch Tập đoàn Anh Hoàng) là người phát hiện ra tài năng của Tạ Đình Phong. Năm 1996, Tạ Đình Phong ký hợp đồng với công ty đĩa hát Phi Đồ (hiện là Anh Hoàng), và ra album đầu tay tiếng Quảng Đông "My Attitude". Album vừa ra mắt đã đứng ở vị trí thứ 3 ở danh sách CD bán chạy nhất của IFPI (International Federation of the Phonographic Industry). Và trong năm đó, anh cũng đoạt giải nghệ sĩ mới được ưa chuộng nhất.
Tạ Đình Phong còn được biết như một nghệ sĩ đánh đàn guitar. Sở thích của anh cũng là sưu tập guitar. Trong thời gian 4 tháng học nhạc ở Nhật Bản, anh đã bán đồng hồ để mua cây guitar mà mình yêu thích.
Ngoài guitar, Tạ Đình Phong còn có thể chơi trống, và piano.
Album mới nhất của anh là album tiếng Phổ thông "Tạ Đình Phong Cuối cùng", được phát hành vào 27 tháng 4 năm 2009 

## Điện ảnh
Ngoài tài năng âm nhạc, Tạ Đình Phong còn thể hiện tài năng xuất sắc của mình ở lĩnh vực điện ảnh. Anh đã đoạt giải diễn viên mới xuất sắc nhất trong bộ phim đầu tiên mà anh đóng năm 1998, phim Thiếu niên Hạo Nam (Young and Dangerous: The Prequel; 少年古惑仔之激鬥編).
Các bộ phim mà Tạ Đình Phong tham gia chủ yếu là phim hành động. Anh tự mình đóng các vai nguy hiểm, và được so sánh như Thành Long thứ 2. Trong bộ phim Đặc Cảnh Tân Nhân Loại (Gen-X-Cops, 特警新人類 -1999), Tạ Đình Phong đã bị chấn thương nặng ở lưng khi anh nhảy từ trên cao xuống, và đến bây giờ thỉnh thoảng vết thương cũ vẫn tái phát.
Cùng với Thành Long, Tạ Đình Phong là diễn viên bị tất cả các công ty bảo hiểm Hồng Kông từ chối và liệt vào danh sách đen, vì Tạ Đình Phong tự đóng tất cả các pha diễn nguy hiểm với mức độ rủi ro cao có thể nguy hiểm đến tính mạng. Anh giải thích mình tự đóng các cảnh nguy hiểm chỉ vì muốn đưa tính chân thật của phim lên cao nhất.
Các bộ phim hành động nổi tiếng của anh như: Đặc Cảnh Tân Nhân Loại (Gen-X-Cops, 特警新人類 -1999), 2002, Thời thế (Time and Tide, 順流逆流 - 2000), Tân câu chuyện cảnh sát (New Police Story, 新警察故事 - 2005- đóng với Thành Long), Mục Tiêu Di Động (Moving Target, 新紮師兄 - 2004), Long Hổ Môn (Dragon Tiger Gate; 龍虎門 - 2006), Bản sắc nam nhi (Invisible Target; 男兒本色 - 2007), v.v...
Ngoài phim hành động, Tạ Đình Phong còn tham gia thể loại phim lãng mạn như Hành tinh tình yêu (Tiramisu), Ngọc Quan Âm (Jade Goddess of Mercy); và thể loại hài hước như Đại ca yêu vẻ đẹp (Enter the Phoenix; 大佬愛美麗 - 2004), Mcdull: The Alumni (春田花花同學會 - 2006), Tình điên Đại Thánh (A Chinese Tall Story; 情癲大聖 - 2005); thể loại rùng rợn như Kính Ma (The Mirror; 怪談之魔鏡 - 1999),...
Năm 2010, với vai diễn A Tứ trong phim "Thập Nguyệt Vi Thành", Tạ Đình Phong nhận được nhiều giải thưởng có giá trị như Nam diễn viên phụ xuất sắc tại Liên hoan phim châu Á lần thứ 4, Giải thưởng Điện ảnh Hồng Kông lần thứ 29, Nam diễn viên tài năng trọn vẹn nhất tại Liên hoan phim điện ảnh Hoa ngữ lần thứ 10 và Nam diễn viên kiệt xuất tại giải hiệp hội nghệ sĩ Hồng Kông lần 17. Sang năm 2011, Tạ Đình Phong lên ngôi Ảnh Đế Kim Tượng Hồng Kông lần thứ 30 với vai diễn trong phim Kẻ Chỉ Điểm.
Ngày 8/12/2012, Tạ Đình Phong cùng Lưu Gia Linh, Cổ Thiên Lạc, Nhậm Đạt Hoa, Huệ Anh Hồng, Diệp Đức Nhàn tại đại lộ Tinh Quang Hồng Kông tiến hành nghi thức ấn tay, khen ngợi cống hiến của họ đối với điện ảnh Hồng Kông.

## Đời tư
Bạn thân của Tạ Đình Phong là Trần Dịch Tấn. Hai người thân thiết đến nỗi vợ của Trần Dịch Tấn là Từ Hào Oanh nói đùa: "Nếu Đình Phong là con gái, nhất định cả hai (Đình Phong và Trần Dịch Tấn) sẽ lấy nhau".
Tạ Đình Phong từng qua lại với Vương Phi, người hơn anh 11 tuổi. Vương Phi cũng là người dạy anh tiếng Phổ thông, vì Tạ Đình Phong lớn lên ở Canada nên anh không biết tiếng Hoa. Sau đó, anh và Vương Phi chia tay.
Năm 2002, anh bắt đầu quen biết với Trương Bá Chi, sau đó anh quay lại với Vương Phi. Sau đó, khi đóng chung bộ phim Vô Cực (Promise), Tạ Đình Phong và Trương Bá Chi quay lại với nhau và chính thức công khai vào năm 2006. Cuối tháng 9 năm 2006, sau 1 tuần du lịch ở Philipines, Tạ Đình Phong và Trương Bá Chi trở về Hồng Kông, tuyên bố rằng họ đã kết hôn. Tạ Đình Phong và Trương Bá Chi đã có với nhau hai con trai, tên là Tạ Chấn Hiên (Lucas Tse), sinh ngày 2 tháng 8 năm 2007 và Tạ Chấn Nam (Quintus Tse), sinh ngày 12 tháng 5 năm 2010.
Ngày 19 tháng 8 năm 2011, Tạ Đình Phong và Trương Bá Chi chính thức ly hôn.
Ngoài sự nghiệp ca hát và đóng phim, anh cũng là một đầu bếp tài ba và thậm chí anh mở một show riêng về ẩm thực. Bộ phim Quyết chiến thực thần do anh tham gia có sử dụng các loại thực phẩm do chính anh đặt hàng sẵn để làm phim.

## Công tác từ thiện
Tạ Đình Phong còn nổi tiếng là một người hay làm từ thiện. Anh âm thầm làm từ thiện từ năm 1999, nhận nuôi nấng các trẻ em nghèo không có điều kiện học hành với danh nghĩa "vô danh thúc thúc" (ông chú không tên).
Đến năm 2008, việc anh âm thầm làm từ thiện được mọi người biết đến, và tháng 2 năm 2009, anh nhận giải "Ngôi sao từ thiện cảm động nhất" và "Ngôi sao các em nhỏ yêu quý nhất".
Tạ Đình Phong nói: "Các em nhỏ chính là động lực của tôi. Khi tôi mệt mỏi vì công việc, khi bị thương vì cảnh quay nguy hiểm, tôi lại lấy những lá thư của các em đã viết cho tôi. Nhờ đó, sức mạnh lại trỗi dậy. Tôi nói với chính mình: "Tạ Đình Phong, ko được ngã, ko được từ bỏ, vì ngươi có 50 đứa con đang nhìn ngươi đấy!". Tạ Đình Phong còn nói, anh chỉ là con người nhỏ bé, anh chỉ góp được 1 phần nhỏ, các em nhỏ mới chính là cột trụ tương lai.

## Scandal
Song hành cùng với tài năng, Tạ Đình Phong cũng dính vào không ít các vụ tai tiếng. Các vụ tai tiếng lớn nhất của anh là vụ tai nạn xe hơi năm 2002.

### Tai nạn xe cộ

#### Năm 2002
Tạ Đình Phong từng phải trải qua hai tuần lễ trong tù vào năm 2002 (chỉ hai tháng sau khi anh được trao giải Nghệ sĩ Trung Quốc bán được nhiều đĩa nhạc nhất của giải thưởng âm nhạc thế giới diễn ra tại Monte Carlo). Đó cũng là thời gian mà hầu hết mọi người đều quay lưng lại với anh.
Khoảng 5h sáng ngày 23/3/2002 Tạ Đình Phong đã cầm lái chiếc Ferrari 360 Modena va phải giải phân cách giao thông tại con phố Cotton Tree Drive ở trung tâm Hồng Kông. Xung quanh không có ai, anh rời khỏi hiện trường và gọi điện cho tài xế của anh là Thành Quốc Định. Thành Quốc Định đến hiện trường gặp viên cảnh sát Lưu Chí Vỹ, và hỏi liệu có thể tìm người thay thế không, Lưu Chí Vỹ đưa Thành Quốc Định về sở cảnh sát rồi lập biên bản để Thành Quốc Định thế chỗ Tạ Đình Phong.
Nhưng thực ra, bên cảnh sát vẫn bí mật điều tra. Ngày 12/4/2002 ICAC (Independent Commission Against Corruption) ra lệnh tạm giữ Tạ Đình Phong, tại trụ sở cảnh sát Tạ Đình Phong đã trình báo: "Thực ra tôi mới là người lái chiếc xe đó, chỉ có mình tôi nhưng tôi không đụng ai cả, tôi đã đụng phải giải phân cách. Tôi nghĩ sự việc không nghiêm trọng nên gọi người đến kéo xe về cho tôi, vì sáng hôm đó tôi phải bay sang Thái Lan. Khi tôi đụng xe, không có viên cảnh sát nào ở đó và tôi cũng không đưa hối lộ cho cảnh sát. " Tạ Đình Phong đã bị tạm giữ 36 tiếng và được trả tự do sau khi cha anh nộp tiền bảo lãnh là 100.000 HKD. Từ đó đến tháng 10/2002 Tạ Đình Phong đã không ít lần ra tòa phúc thẩm và Thành Quốc Định cũng bị tạm giam hơn 5 tháng.
Phiên tòa phán xét ngày 16/10/2002 sắp diễn ra thì có kẻ tung tin hàng ghế dự khán bị cài chất nổ nên phải dời lại 3 tiếng để các chuyên viên kiểm tra. 17h20 phiên tòa diễn ra và kết quả như sau: viên cảnh sát Lưu Chí Vỹ với 6 tháng tù, tài xế Thành Quốc Định với 4 tháng tù và Tạ Đình Phong với 240 giờ lao động công ích. Trong 3 phạm nhân Tạ Đình Phong là người nhỏ tuổi nhất và cũng là người chân thật nhất, thẩm phán Allen Wyeth nhấn mạnh một lần nữa, Tạ Đình Phong chỉ đóng một vai trò bị động trong vụ án này.

#### Năm 2003
Sang năm 2003, Tạ Đình Phong lại gây ra tai nạn giao thông khi chiếc Toyota Camry của anh đâm thẳng vào nhà ga Loan Tể. Vụ việc không liên quan đến người thứ 2 nên kết quả là anh đã bị treo bằng 6 tháng và bị phạt 4.000 đô la Hồng Kông vì lái xe bất cẩn. Trước đó, Tạ Đình Phong từng bị phạt 7.000 đô la Hồng Kông và bị treo bằng suốt 1 năm vì 2 lần vượt tốc độ.

#### Năm 2005
Năm 2005, Tạ Đình Phong đã lái xe đâm vào một chiếc xe bus của hãng Public Security Bureau. Một lần nữa, anh lại bị treo bằng 6 tháng và bị phạt 4.000 đô la Hồng Kông.

### Scandal ảnh nóng của vợ năm 2008
Vào tháng 2 năm 2008, vợ của Tạ Đình Phong - nữ diễn viên Trương Bá Chi bị dính vào scandal ảnh nóng bị phát tán lên mạng cùng Trần Quán Hy. Cặp vợ chồng nổi tiếng bắt đầu trở thành điểm chú ý cao nhất của dư luận, và sự nghiệp của Tạ Đình Phong cũng chịu ít nhiều ảnh hưởng. Tuy vậy, Tạ Đình Phong vẫn trước sau như một kiên cường bảo vệ vợ trước sóng gió cay nghiệt của dư luận. Bởi vậy, trong năm 2008, anh được nhận giải "Một trong những người Trung Hoa đẹp nhất" với "Vẻ đẹp khoan dung".

Dấu tay của Tạ Đình Phong

## Các đĩa hát đã phát hành
- 05/1997 My Attitude
- 12/1997 無聲仿有聲 (EP) --- Vô thanh phỏng hữu thanh
- 07/1998 Horizons
- 12/1998 末世紀的呼聲 (EP) --- Tiếng gọi cuối thế kỷ
- 04/1999 Believe
- 09/1999 謝謝你的愛1999 --- cảm ơn tình yêu của em (HK)
- 11/1999 謝謝你的愛1999 --- cảm ơn tình yêu của em (ĐL)
- 12/1999 紅人館903狂人熱份子音樂會 (LD, VCD & DVD) --- Concert Hồng Nhân quán 903 Cuồng Nhân Nhiệt Phân Tử
- 12/1999 Most Wanted
- 01/2000 Most Wanted Karaoke (VCD)
- 02/2000 Most Wanted Karaoke (DVD & LD)
- 05/2000 零距離 --- Không cự ly
- 07/2000 了解 --- Understand (Đài Loan)
- 08/2000 20 Twenty - Best Selection by Nicholas Tse (Nhật)
- 09/2000 了解 --- Understand (HK)
- 11/2000 VIVA
- 11/2000 20 Twenty - Best Selection by Nicholas Tse
- 12/2000 Viva Live Concert (CD)
- 01/2001 Viva Live Concert Karaoke (VCD & DVD)
- 03/2001 謝霆鋒創作紀念大碟Senses --- Album kỷ niệm sáng tác của TĐP Senses
- 05/2001 玉蝴蝶 --- Ngọc Hồ Điệp
- 06/2001 音樂世界 (MD) --- Âm nhạc thế giới
- 10/2001 世紀預言 --- Tiên đoán thế kỷ (HK & ĐL)
- 01/2002 ME
- 07/2002 新城主力唱好霆鋒弦燒音樂Live (CD) CD Liveshow Huyền Thiêu Âm nhạc Hội
- 08/2002 無形的他Invisible (新曲+精選)(台灣版) --- Nơi vô hình (tân khúc + tinh tuyển) (ĐL)
- 09/2002 唱好霆鋒弦燒音樂會 (VCD & DVD) --- Liveshow Huyền Thiêu Âm nhạc hội
- 06/2003 Reborn
- 06/2003 Most Wanted (DSD)
- 01/2004 Reborn Live演唱會 北京站 (CD) --- Liveshow Reborn@Bắc Kinh
- 05/2004 Reborn Live演唱會 北京站 (VCD & DVD) --- Liveshow Reborn@Bắc Kinh
- 05/2004 Listen Up
- 06/2004 英皇鋼琴熱戀系列 --- Album nhạc Piano các hitsong
- 01/2005 黃、鋒 --- Hoàng, Phong
- 07/2005 One Inch Closer
- 10/2005 新城唱好 謝霆鋒x達明一派 同場異夢音樂會 Live (2CD) --- Liveshow Tạ Đình PhongxĐạt Minh Nhất Phái
- 11/2005 新城唱好 謝霆鋒x達明一派 同場異夢音樂會 Live (VCD) --- Liveshow Tạ Đình PhongxĐạt Minh Nhất Phái
- 11/2005 釋放 --- Phóng Thích
- 09/2006 毋忘我 --- Forget Me Not
- 04/2009 最後 --- The Last

## Các bộ phim điện ảnh đã đóng
| Thời gian công chiếu | Tên phim                                            | Vai diễn                                       | Bạn diễn | Giải thưởng/Ghi chú |
| Giữa 1998            | Thiếu niên Hạo Nam (少年古惑仔之激鬥編)             | Trần Hạo Nam                                   | Ngô Ngạn Tổ, Lý Xán Sâm, Viên Vĩ Hào, Dư Gia Hào | Nam diễn viên mới xuất sắc nhất tại Giải thưởng Điện ảnh Hồng Kông lần thứ 18 |
| Giáng sinh 1998      | Đời con bọ 《蟲蟲特工隊》                           | Lồng tiếng vai chính                           | | |
| 3/1999               | Thiếu nữ đảng (少女黨)                              | Khách mời                                      | Diệp Bội Văn | |
| 6/1999               | Đặc cảnh tân nhân loại (特警新人類)                 | Jack (Thái Tử)                                 | Phùng Đức Luân, Lý Sán Sâm, Tằng Chí Vĩ, Ngô Ngạn Tổ, Doãn Tử Duy, Ngô Trấn Vũ, Trần Hào, Lư Huệ Quang, Bỉ Ý, Lâm Gia Đống, Thành Long                                                                                  | |
| Hè 1999              | Trung Hoa Anh Hùng (中華英雄)                       | Hoa Kiếm Hùng                                  | Trịnh Y Kiện, Thư Kỳ, Dương Cung Như, Nguyên Bưu, Lâm Hiểu Phong, Diệp Bội Văn | |
| 9/1999               | Kính Ma (怪談之魔鏡)                                |                                                | Từ Phàm, Lâm Tâm Như | |
| 11/1999              | Nửa điếu thuốc (半支煙)                             | Smokey (Yên Tử)                                | Tằng Chí Vĩ, Thư Kỳ, Doãn Tử Duy, Cốc Đức Chiêu, Đổng Vĩ, Trương Đạt Minh, Hà Hoa Siêu, Trần Huệ Lâm, Ngô Quân Như, Huỳnh Thu Sinh, Phùng Đức Luân, Lý Xán Sâm, Kim Yến Linh, Cốc Tổ Lâm, Trần Huệ Mẫn, Doãn Dương Minh | - Đề cử: Nam diễn viên chính xuất sắc tại Giải Kim Mã lần thứ 36 - Diễn viên Hongkong được hoan nghênh nhất tại Giải Block Buster Entertainment của Mỹ lần thứ 6 - Đề cử: Giải Kim Tượng LHP Điện ảnh Hongkong lần thứ 19 - Đề cử Bài hát trong phim nguyên tác xuất sắc nhất |
| 2/2000               | Đại thắng gia (大贏家)                              |                                                | Tô Hữu Bằng, Dung Tổ Nhi, Lâm Tâm Như, Ngô Thần Quân | |
| 2000                 | 12 đêm (十二夜)                                     | Khách mời                                      | Trương Bá Chi, Trần Dịch Tấn | |
| 10/2000              | Thời gian hủy diệt (順流逆流)                       | Styler                                         | Lư Xảo Âm、Ngũ Bá | - Để cử và đoạt giải: Liên hoan phim Venice, Đề cử: Motion Picture Sound Editors, USA |
| 1/2001               | Hoạt họa Phong Vân (漫畫風雲)                       | Knife và Hạo Nam                               | Lâm Tâm Như, Trần Dịch Tấn, Trương Trí Lâm | |
| 4/2001               | Luyến ái khởi nghĩa (戀愛起義)                      | Đạo diễn và viết kịch bản, không tham gia đóng | Phùng Đức Luân | - Đề cử: Liên hoan phim Stockholm |
| 4/2001               | Chú Thoòng / Lão Phu Tử (Master Q 2001; 老夫子2001) | CID Phong (Fred)                               | Trương Bá Chi, Vương Gia Hi, Trần Huệ Mẫn, Lê Diệu Tường, La Quan Lan | |
| 8/2001               | Bạn học dã man (我的野蠻同學)                       | Thạch Đầu                                      | Phùng Đức Luân, Dung Tổ Nhi | |
| Giáng sinh 2001      | 2002                                                | Du Bang Triều                                  | Lý Xán Sâm, Phùng Đức Luân, Phương Lực Thân, La Gia Anh | |
| 3/2002               | Linh Hồn Luyến Ái (戀愛行星)                        | Cao Phong                                      | Lâm Gia Hân | |
| 10/2002              | Hồn phách ngô tề (魂魄唔齊)                         | Tưởng Hạo Phong (Nhị Thiếu Gia) Khách mời      | Dung Tổ Nhi, Trịnh Di Hi, Trần Dịch Tấn, �Huỳnh Thu Sinh | |
| 2003                 | Huy hiệu rồng                                       | Khách mời                                      | Thành Long | |
| 1/2004               | Ngọc Quan Âm (玉觀音)                               | Mao Kiệt                                       | Triệu Vi、Liễu Vân Long | - Đề cử: Liên hoan phim quốc tế Maxcơva, Đề cử và đoạt giải: Verona Love Screens Film Festival |
| 4/2004               | Đại ca yêu vẻ đẹp (大佬愛美麗)                      | Khách mời                                      | Trần Dịch Tấn, Ngô Ngạn Tổ, Mạc Văn Úy, La Gia Anh, Đỗ Vấn Trạch, Phùng Đức Luân | |
| 4/2004               | Mục tiêu di động (新紮師兄)                         | Trương Vĩ Kiệt                                 | Chung Hân Đồng, Trần Quán Hy | |
| 9/2004               | Tân câu chuyện cảnh sát (新警察故事)                | Trịnh Tiểu Phong                               | Thành Long, Thái Trác Nghiên, Ngô Ngạn Tổ, An Chí Kiệt | - Nam diễn viên xuất sắc nhất giải Bách Hoa lần thứ 28 năm 2006 |
| 12/2005              | Vô Cực (無極)                                       | Bắc Công Tước Vô Hoan                          | Jang Dong Gun, Trương Bá Chi, Trần Hồng, Lưu Diệp, Sanada Hiroyuki. | Đề cử: Quả cầu vàng, Fantasporto, Golden Trailer Awards |
| 12/2005              | Tình điên Đại Thánh (情癲大聖)                      | Đường Tam Tạng                                 | Thái Trác Nghiên, Phạm Băng Băng, Lương Lạc Thi, Trương Trí Hằng, Trần Bách Lâm | |
| 1/2006               | McDull, the Alumni (春田花花同學會)                 | Khách mời                                      | Ngô Quân Như, Châu Bút Sướng, Trương Tịnh Dĩnh, Tằng Chí Vĩ, Quách Phú Thành, Trần Tuệ Lâm | |
| 4/2006               | Tứ Đại Thiên Vương (四大天王)                       | Khách mời                                      | Ngô Ngạn Tổ | |
| 7/2006               | Long Hổ Môn (龍虎門)                                | Vương Tiểu Hổ                                  | Chân Tử Đan, Dư Văn Lạc, Đổng Khiết | |
| Trung Thu 2006       | Kế hoạch Bảo Bảo (寶貝計畫/BB計畫)                  | Khách mời                                      | Thành Long, Cổ Thiên Lạc, Thái Trác Nghiên, Nguyên Bưu | |
| 7/2007               | Bản sắc nam nhi (男兒本色)                          | Trần Tấn                                       | Dư Văn Lạc, Phùng Tổ Danh, Ngô Kinh, An Chí Kiệt | |
| 7/2008               | Phong Vân Quyết (風雲決)                            | Lồng tiếng Bộ Kinh Vân                         | | |
| 11/2008              | Chuộc tội / Nhân chứng (証人)                       | Đường Phi (có bản ghi Tăng Phi)                | Trương Tịnh Sơ, Trương Gia Huy | |
| 12/2009              | Phong Vân II (風雲Ⅱ)                                | Tuyệt Tâm                                      | Trịnh Y Kiện, Quách Phú Thành, Đường Yên, Thái Trác Nghiên, Nhậm Đạt Hoa, Đàm Diệu Văn | |
| 12/2009              | Thập Nguyệt Vi Thành (十月圍城]])                   | A Tứ                                           | Lê Minh, Nhậm Đạt Hoa, Chân Tử Đan, Tằng Chí Vĩ, Phạm Băng Băng, Chu Vận, Lý Vũ Xuân | - Nam diễn viên phụ xuất sắc nhất tại Liên hoan phim châu Á lần thứ 4 - Nam diễn viên phụ xuất sắc nhất tại Giải thưởng Điện ảnh Hồng Kông lần thứ 29 - Đề cử: Nam diễn viên phụ xuất sắc nhất tại Liên hoan phim điện ảnh Hoa ngữ lần thứ 10 - Nam diễn viên tài năng trọn vẹn nhất tại Liên hoan phim điện ảnh Hoa ngữ lần thứ 10 - Đề cử: Nam diễn viên phụ xuất sắc nhất tại Giải Kim mã Điện ảnh Đài Loan lần thứ 47 - Nam diễn viên kiệt xuất tại giải hiệp hội nghệ sĩ Hồng Kông lần 17 |
| 2/2010               | Những Ngày Hè Nóng Bỏng (热辣辣/全城热恋)           | A Uy                                           | Từ Hi Viên, Trương Học Hữu, Lưu Nhược Anh, Ngô Ngạn Tổ, Từ Nhược Tuyên, Tỉnh Bách Nhiên, Dương Dĩnh (Angela Baby), Trần Vỹ Đình, Đoàn Dịch Hoành, Phó Tân Bác, Lưu Gia Huy                                              | |
| 2010                 | Kẻ Chỉ Điểm (綫人)                                  | Hà Tế Khôi (Tế Quỷ)                            | Trương Gia Huy, Quế Luân Mĩ | - Nam diễn viên chính xuất sắc nhất tại Giải thưởng Điện ảnh Hồng Kông lần thứ 30 |
| Tết 2011             | Tân Thiếu Lâm Tự (新少林寺)                         | Tào Man                                        | Thành Long, Lưu Đức Hoa, Ngô Kinh, Phạm Băng Băng | - Đề cử: Nam diễn viên phụ xuất sắc nhất tại Giải thưởng Điện ảnh Hồng Kông lần thứ 31 |
| 2011                 | Khách sạn Thần Tài (財神客棧)                       | Kính thiếu gia                                 | Trương Gia Huy, Thái Trác Nghiên, Huỳnh Dịch, Hà Gia Kính | |
| Tết 2012             | Nghịch Chiến (逆戰)                                 | Vạn Dương                                      | Châu Kiệt Luân, Bạch Băng | - Đề cử: Nam diễn viên chính xuất sắc nhất tại Liên hoan phim Kim Mã Đài Loan lần thứ 49 |
| 2012                 | Viên đạn mất tích (消失的子弹)                      | Quách Truy                                     | Lưu Thanh Vân, Dương Mịch | - Nam diễn viên chính xuất sắc nhất tại Giải thưởng Điện ảnh Hua Ding lần thứ 9 |
| 2013                 | Người quản lý đại tài (超级经理人)                  | Khách mời                                      | | |
| 2014                 | Anh hùng cứu hỏa (特種救援英雄)                     | Hà Vĩnh Sâm                                    | Nhậm Đạt Hoa, Hồ Quân, Dư Văn Lạc | |
| 2014                 | Đỗ thành phong vân (澳门风云)                       | Sái Lãnh                                       | Châu Nhuận Phát, Đỗ Vấn Trạch, Cảnh Điềm | |
| 2014                 | Một đời một kiếp (一生一世)                         | Triệu Vĩnh Viễn                                | Cao Viên Viên | |
| 2015                 | 12 Kim Kê (12金鴨)                                  |                                                | | |
| 2016                 | Kinh thiên phá (破地獄)                             |                                                | | |
| 2017                 | Quyết chiến thực thần (決戰食神)                    |                                                | | |
| 2018                 | Đại Oanh Tạc (大轟炸)                               | khách mời                                      | | |
| 2020                 | Raging Fire (怒火)                                  |                                                | | - đang quay |

## Các bộ phim truyền hình đã đóng
- 1997: Nghĩa nặng tình thâm (A Kindred Spirit; 真情) - vai con trai của Song Song
- 1998: Nhu đạo tiểu tử (Aiming High; 撻出愛火花) - vai Triệu Gia Tuấn (20 tập)
- 2002: Tề thiên đại thánh (The Monkey King: Quest for the Sutra; 齊天大聖孫悟空) - vai Chung Quỳ (Khách mời, xuất hiện ở cuối tập 1, đầu tập 2)
- 2005: Tiểu Ngư Nhi và Hoa Vô Khuyết (Amazing Twins aka Handsome Siblings; 小魚兒與花無缺) - vai Hoa Vô Khuyết
- 2007: Đại Nhân vật (Big Shot; 大人物) - vai Dương Phàm và Thiết Quân
- 2007: Vịnh Xuân Quyền (Wing Chun; 詠春) - vai Lương Bích (40 tập)
- 2008: Hoán Hoa Tẩy Kiếm Lục (The Spirit and the Sword; 浣花洗劍錄) - vai Đại Tàng
- 2011: Kiếm Hiệp Tình Duyên - Tàng Kiếm Sơn Trang (Võ Lâm Truyền Kỳ; 剑侠情缘·藏剑山庄) - vai Diệp Phàm
- 2012: Kỳ tích tiếp theo (The next miracle; 下一个奇迹) - vai Lương Hải Ân (26 tập)

## Các giải thưởng về âm nhạc và các giải thưởng khác
1997
- TVB – "Kình Ca Kim Khúc 1997" – Giải Vàng cho ca sĩ mới xuất sắc nhất
- Commercial Radio – Topten Thần tượng trẻ
- Fm Select (nội địa) – Giải Kim Tâm Tân Quý Kim Cương
- Commercial Radio - "1997 Commercial Radio Annual Awards Ceremony" – Giải Bạc cho nam ca sĩ mới
- Hong Kong Radio - "Top Ten Kim Khúc Hoa ngữ lần thứ 20" – Giải Vàng cho ca sĩ có triển vọng nhất
- Tân Thành (Metro Radio) 997 - "Hit Awards Ceremony 1997" – Giải Vàng cho nam ca sĩ mới
- TVB – "Kình Ca Kim Khúc quý 2" – đề cử ca khúc "坏习惯 (Thói quen xấu)"
- TVB – "Kình Ca Kim Khúc quý 4" – đề cử ca khúc "无声仿有声 (Vô thanh phỏng hữu thanh)"
- TVB – "Topten Kình Ca Kim Khúc năm 1997" – Giải vàng cho ca sĩ được hoan nghênh nhất
- Đông Chu San – Giải ca sĩ có triển vọng nhất

1998
- TVB - "Kình ca Kim Khúc quý 4" – Đề cử ca khúc "未世纪的呼声 (Tiếng gọi thế kỷ cuối)"
- Hong Kong Radio – 1998 Thập đại Ái tâm chi Tinh
- Malaysia - "Moving 321 Awards Ceremony" – ca sĩ mới hải ngoại được yêu thích nhất
- Malaysia - "Moving 321 Awards Ceremony" – Kim khúc "开放日 (Khai Phóng Nhật)"
- TVB - "1998 Topten Kình Ca Kim Khúc" – Giải đồng cho ca sĩ có biểu hiện xuất sắc
- Hong Kong Radio - "Lễ trao giải Top Ten Kim khúc Trung ngữ lần thứ 21" – Giải đồng cho nam ca sĩ có bước tiến nhất
- Quảng Châu Radio - "1998 New Music Awards Ceremony" – Tân Âm nhạc Nam ca sĩ được hoan nghênh nhất
- TVB - "1998 2nd Record Cover Design Awards" – Album "Horizons"

1999
- Quảng Châu – "Lễ trao giải My Favourite lần thứ 2" – ca sĩ Tôi yêu nhất được ái mộ nhất
- Quảng Châu – "Lễ trao giải My Favourite lần thứ 2" – ca sĩ nam tiếng Quảng Tôi yêu nhất
- Tân Thành (Metro Radio) – "Lễ trao giải Tân Thành Tinh Tuyển 104 Thế kỷ XXI" – Giải Sức hút trung tâm mới
- Topten người nổi tiếng có ánh mắt quyến rũ
- Express Weekly (Tuần san Khoái) – Topten nghệ sĩ thăng tiến nhanh nhất thiên niên kỷ
- TVB – "Kình Ca Kim Khúc quý 2" – Đề cử ca khúc "非走不可 (Không đi không được)"
- TVB – "Kình Ca Kim Khúc quý 3" – Đề cử ca khúc "估计错误 (Tính toán sai lầm)"
- TVB – "Kình Ca Kim Khúc quý 4" – Đề cử ca khúc "爱後馀生 (Cuộc sống sau khi yêu)"
- Tân Thành (Metro Radio) – "Metro Hit Awards 1999" – Giải vàng Tứ Đài Liên Ban Biểu hiện xuất sắc nhất
- Tân Thành (Metro Radio) – "Metro Hit Awards 1999" – JVC Metro Hit Nam ca sĩ được ưa chuộng nhất
- Tân Thành (Metro Radio) – "Metro Hit Awards 1999" – Top Ten Metro Hit Gold Songs "非走不可 (Không đi không được)"
- Commercial Radio - "1999 Commercial Radio Annual Awards Ceremony" – Nam ca sĩ xuất sắc nhất (giải bạc)
- Commercial Radio - "1999 Commercial Radio Annual Awards Ceremony" – Topten ca khúc được yêu thích "Không thể không đi"
- Hong Kong Radio – "Top Ten Kim Khúc Hoa ngữ lần thứ 22" – Topten ca sĩ nổi bật ưu tú nhất
- Hong Kong Radio – "Top Ten Kim Khúc Hoa ngữ lần thứ 22" – Nam ca sĩ có bước tiến nhất (Giải vàng)
- Hong Kong Radio – "Top Ten Kim Khúc Hoa ngữ lần thứ 22" – Topten Kim khúc tiếng Trung "谢谢您的爱1999"
- TVB – "Lễ trao giải Kình Ca Kim Khúc 1999" – Topten Kim Khúc "非走不可 (Không đi không được)"
- TVB – "Lễ trao giải Kình Ca Kim Khúc 1999" – Giải vàng cho biểu hiện xuất sắc nhất năm 1999
- TVB – "Lễ trao giải Kình Ca Kim Khúc 1999" – Album âm nhạc Tứ Đài Liên Ban: album "Believe"
- Channel V – "Chinese Music Chart Of Charts 1999" – Nam ca sĩ mới được hoan nghênh nhất
- Channel V – "Chinese Music Chart Of Charts 1999" – Ca khúc "谢谢您的爱1999 (cảm ơn tình yêu của em 1999)"
- Wired YMC Channel – "Wired YMC Chí Tôn Chart" – Topten Ca khúc Chí Tôn được yêu thích nhất "非走不可 (Không đi không được)"
- Wired YMC Channel – "Wired YMC Chí Tôn Chart" – Ca khúc điện ảnh Chí Tôn được yêu thích nhất "You Can't Stop Me"
- Wired YMC Channel – "Wired YMC Chí Tôn Chart" – Giải Không cúi đầu, càng chiến đấu càng mạnh
- America Chinese Broadcast – Topten Ca khúc vàng của năm "非走不可 (Không đi không được)"
- Quảng Châu – "Ca khúc nguyên tác Hoa ngữ Overall Chart 99 Awards Ceremony" – Nam ca sĩ được ái mộ nhất

2000
- TVB – "Kình Ca Kim Khúc quý 1" - Đề cử ca khúc "不要说谎 (Đừng nói dối)"
- TVB – "Kình Ca Kim Khúc quý 4" – Đề cử ca khúc "活著VIVA (Sống trong Viva)"
- Channel V – "Lễ trao giải Âm nhạc Hoa ngữ toàn cầu Chart Of Charts" – Ca khúc được yêu thích nhất "因为爱所以爱 (Vì yêu cho nên yêu)"
- Channel V – "Lễ trao giải Âm nhạc Hoa ngữ toàn cầu Chart Of Charts" – ca sĩ - nhạc sĩ thế hệ mới (Hongkong)
- Commercial Radio - "2000 Commercial Radio Annual Awards Ceremony" – Nam ca sĩ (giải đồng)
- Commercial Radio - "2000 Commercial Radio Annual Awards Ceremony" – ca sĩ viết nhạc (giải vàng)
- Tân Thành (Metro Radio) 997 – "Metro Hit Awards 2000" – Metro Hit Song "活著VIVA (Sống trong Viva)"
- Tân Thành (Metro Radio) 997 – "Metro Hit Awards 2000" – Metro Hit Male Singer
- Hong Kong Radio – "Top Ten Kim Khúc Hoa ngữ lần thứ 23" – Topten ca sĩ nhạc pop ưu tú nhất
- Hong Kong Radio – "Top Ten Kim Khúc Hoa ngữ lần thứ 23" – Nam ca sĩ bán chạy nhất trong năm
- Hong Kong Radio – "Top Ten Kim Khúc Hoa ngữ lần thứ 23" – Nam ca sĩ có bước tiến nhất (Giải vàng)
- Hong Kong Radio – "Top Ten Kim Khúc Hoa ngữ lần thứ 23" – Topten Kim khúc "活著VIVA (Sống trong Viva)"
- TVB – "Lễ trao giải Kình Ca Kim Khúc 2000" – Kình ca kim khúc "活著VIVA (Sống trong Viva)"
- TVB – "Lễ trao giải Kình Ca Kim Khúc 2000" – Sáng tác ca khúc hay nhất "活著VIVA (Sống trong Viva)"
- Neway - Hit Karaoke Song Award "活著VIVA (Sống trong Viva)"
- Album "VIVA" đạt đĩa Bạch kim và đĩa Vàng
- Album "Không cự ly" đạt đĩa Bạch kim
- Album "Nic Most Wanted Album" đạt đĩa Bạch kim

2001
- TVB – "Kình Ca Kim Khúc quý 1" - Đề cử ca khúc "游乐场 (Khu vui chơi)"
- TVB – "Kình Ca Kim Khúc quý 2" – Đề cử ca khúc "潜龙勿用 (Tiềm Long Vật Dụng)"
- TVB – "Kình Ca Kim Khúc quý 3" – Đề cử ca khúc "玉蝴蝶 (Ngọc Hồ Điệp)"
- Đài Loan – "MTV Channel Awards Ceremony" – MTV Chart Top Ten ca sĩ được ưa chuộng nhất
- Hiệp Hội tác giả và nhà viết nhạc Hong Kong – Tác phẩm nhạc pop hay nhất "玉蝴蝶 (Ngọc Hồ Điệp)"
- Hiệp Hội tác giả và nhà viết nhạc Hong Kong – Nam ca sĩ xuất sắc nhất (nhạc pop) "玉蝴蝶 (Ngọc Hồ Điệp)"
- 2001 "Sprite" – "Lễ trao giải nhạc Pop Hoa ngữ nguyên tác Sự lựa chọn của tôi" – Topten kim khúc (Khu vựa Hongkong và Đài Loan) – "玉蝴蝶 (Ngọc Hồ Điệp)"
- 2001 "Sprite" – "Lễ trao giải nhạc Pop Hoa ngữ nguyên tác Sự lựa chọn của tôi" – ca sĩ viết nhạc xuất sắc nhất (Khu vựa Hongkong và Đài Loan)
- Truyền hình Trung ương Trung Quốc – "China Music Television Contest 1999-2000 lần thứ 6" – Giải Truyền hình (ca sĩ được hoan nghênh nhất khu vực Hongkong)
- Truyền hình Trung ương Trung Quốc – "China Music Television Contest 1999-2000 lần thứ 6" – Kim khúc MTV hay nhất "只要为你活一天 (Chỉ vì em mà sống thêm một ngày)"
- TVB8 Gold Song Chart – Nam ca sĩ có nhân khí & thăng tiến nhất
- TVB8 Gold Song Chart – Kim khúc "因为爱所以爱 (Vì yêu cho nên yêu)"
- TVB – "Kình Ca Kim Khúc quý 4" – Kim khúc online "香水 (Nước hoa)"
- Tân Thành (Metro Radio) 997 – "Metro Hit Awards 2001" – Metro Hit Song "玉蝴蝶 (Ngọc Hồ Điệp)"
- Tân Thành (Metro Radio) 997 – "Metro Hit Awards 2001" – Metro Hit Song ca khúc tiếng Phổ thông "香水 (Nước hoa)"
- Tân Thành (Metro Radio) 997 – "Metro Hit Awards 2001" – Metro Hit Album "玉蝴蝶 (Ngọc Hồ Điệp)"
- Bảng xếp hạng Hoa ngữ toàn cầu lần thứ nhất – Top 20 kim khúc "玉蝴蝶 (Ngọc Hồ Điệp)"
- Hong Kong Radio – "Top Ten Kim Khúc Hoa ngữ lần thứ 24" – Topten ca sĩ nhạc pop ưu tú nhất
- Hong Kong Radio – "Top Ten Kim Khúc Hoa ngữ lần thứ 24" – Topten Kim khúc "玉蝴蝶 (Ngọc Hồ Điệp)"
- Hong Kong Radio – "Top Ten Kim Khúc Hoa ngữ lần thứ 24" – Nam ca sĩ được ái mộ nhất trong nước (giải bạc)

2002
- Monte Carlo – "The 2002 World Music Awards" – ca sĩ châu Á bán chạy nhất toàn cầu
- Commercial Radio – "2001 Commercial Radio Annual Awards Ceremony" – Kim khúc Hoa ngữ "潜龙勿用 (Tiềm Long Vật Dụng)"
- Commercial Radio – "2001 Commercial Radio Annual Awards Ceremony" – ca sĩ viết nhạc (giải đồng)
- Commercial Radio – "2001 Commercial Radio Annual Awards Ceremony" – Nam ca sĩ (giải đồng)
- TVB – "Lễ trao giải Kình Ca Kim Khúc 2001" – Toptep Kình ca Kim khúc "玉蝴蝶 (Ngọc Hồ Điệp)"
- TVB – "Lễ trao giải Kình Ca Kim Khúc 2001" – ca sĩ viết nhạc được hoan nghênh nhất (giải đồng)
- TVB – "Lễ trao giải Kình Ca Kim Khúc 2001" – Giám chế ca khúc hay nhất "玉蝴蝶 (Ngọc Hồ Điệp)"
- Channel V – "Lễ trao giải âm nhạc Hoa ngữ toàn cầu Chart Of Charts lần thứ 8" – Ca khúc được hoan nghênh nhất "够了没有 (Đã đủ hay chưa?)"
- Channel V – "Lễ trao giải Âm nhạc Hoa ngữ toàn cầu Chart Of Charts lần thứ 8" –
- Channel V – "Lễ trao giải Âm nhạc Hoa ngữ toàn cầu Chart Of Charts lần thứ 8" – ca sĩ - Nhạc sĩ thế hệ mới (Hongkong)
- Channel V – "Lễ trao giải Âm nhạc Hoa ngữ toàn cầu Chart Of Charts lần thứ 8" – ca sĩ làn sóng mới (Không phải giải thưởng)
- 3 Weekly – "3 Weekly Tuyển chọn nghệ sĩ được hoan nghênh nhất" – Nam nghệ sĩ được hoan nghênh nhất
- New Monday – Nam ca sĩ nhân khí chí tôn quý 1 – Thứ 3
- TVB – "Kình ca Kim khúc quý 1" – Đề cử ca khúc "启示录 (Khải thị lục)"
- 2001 "Lễ trao giải nhạc Pop Hoa ngữ nguyên tác Sự lựa chọn của tôi" – ca sĩ nam được hoan nghênh nhất Sự lựa chọn của tôi năm 2001 (Khu vực Hongkong & Đài Loan)
- 2001 "Lễ trao giải nhạc Pop Hoa ngữ nguyên tác Sự lựa chọn của tôi" – 2001 Sự lựa chọn của tôi 12 Kim khúc "香水 (Nước hoa)" (Khu vực Hongkong & Đài Loan)
- Tân Thành (Metro Radio) – "Giải Tân Thành Quốc ngữ Lực 2002" – Tân Thành Quốc ngữ Lực ca khúc "香水 (Nước hoa)"
- TVB – "Kình ca Kim khúc quý 2" – Đề cử ca khúc"冥想 (Trầm ngâm)" (theme song Tiramisu)
- Hong Kong Radio – "Bảng xếp hạng nhạc Hoa toàn cầu 2002 " – Kim khúc nhạc Hoa toàn cầu "香水 (Nước hoa)"
- Hong Kong Radio – "Bảng xếp hạng nhạc Hoa toàn cầu 2002 " – ca sĩ - nhạc sĩ xuất sắc nhất
- "1st Yahoo! Brand Feeling Poll" Male Celebrity Brand Award
- IFPI – "IFPI Hong Kong Record Sales Awards 2002" – Topten đĩa nhạc tiếng Phổ thông bán chạy nhất

2003
- TVB – " Kình ca Kim khúc quý 2" – Đề cử ca khúc "边走边爱 (Bên đi bên yêu)"
- Truyền hình Quảng Châu – "Kình ca vương- Lễ trao giải quý 2003" – Topten Kim khúc "Đệ Nhị thế"
- Tân Thành (Metro Radio) – "Giải Tân Thành Quốc ngữ Lực 2003" – Tân Thành Quốc ngữ Lực ca khúc "边走边爱 (Bên đi bên yêu)"
- Hong Kong Radio – "Bảng xếp hạng nhạc Hoa toàn cầu 2003" - ca sĩ - nhạc sĩ xuất sắc nhất
- Hong Kong Radio – "Bảng xếp hạng nhạc Hoa toàn cầu 2003" – Kim khúc trong năm "边走边爱 (Bên đi bên yêu)"
- 2002-2003 "Sprite" – "Lễ trao giải nhạc Pop Hoa ngữ nguyên tác Sự lựa chọn của tôi" – Kim khúc Hongkong "边走边爱 (Bên đi bên yêu)"
- 2002-2003 "Sprite" – "Lễ trao giải nhạc Pop Hoa ngữ nguyên tác Sự lựa chọn của tôi" – ca sĩ - nhạc sĩ ưu tú nhất (khu vực Hongkong)
- 2002-2003 "Sprite" – "Lễ trao giải nhạc Pop Hoa ngữ nguyên tác Sự lựa chọn của tôi" – Diễn xướng ưu tú nhất (khu vực Hongkong)
- TVB8 Gold Song Chart – Sáng tác xuất sắc "边走边爱 (Bên đi bên yêu)"
- TVB8 Gold Song Chart – Kim khúc "边走边爱 (Bên đi bên yêu))"
- Hong Kong Radio – "Top Ten Kim Khúc Hoa ngữ lần thứ 26" – Topten ca sĩ nhạc pop ưu tú nhất
- Tân Thành (Metro Radio) 997 – "Metro Hit Awards 2003" – Metro Hit Song "边走边爱 (Bên đi bên yêu)"
- Tân Thành (Metro Radio) 997 – "Metro Hit Awards 2003" – Metro Hit Best Album – album sáng tác hay nhất "Reborn"
- TVB – "Lễ trao giải Topten Kình ca Kim khúc 2003" – ca sĩ - nhạc sĩ được hoan nghênh nhất (giải vàng)
- Super Driving 2003 China Original Overall Chart Awards Ceremony – Nam ca sĩ của năm khu vực Hong kong & Đài Loan
- The Same Song – Topten ca sĩ được ái mộ nhất bởi thính giả
- Lễ trao giải Kình ca kim khúc năm 2003 – Kim khúc (Phổ thông) "边走边爱 (Bên đi bên yêu)"

2004
- Tân Thành (Metro Radio) – "Giải Tân Thành Quốc ngữ Lực 2004" – Tân Thành Quốc ngữ Lực ca khúc "快 (Nhanh)"
- Tân Thành (Metro Radio) – "Giải Tân Thành Quốc ngữ Lực 2004" – Tân Thành Quốc ngữ Lực Ca vương
- Bảng xếp hạng âm nhạc Hoa ngữ toàn cầu lần thứ 4 – ca sĩ - nhạc sĩ được hoan nghênh nhất
- Bảng xếp hạng âm nhạc Hoa ngữ toàn cầu lần thứ 4 – Top 20 Kim khúc được hoan nghênh nhất trong năm "我没有(Tôi không có)"
- MTV Style Awards – Nghệ sĩ phong cách nhất năm 2004 (khu vực Hongkong & Đài Loan)
- Quảng Châu Radio "Kim khúc Bảng vàng" – Kim khúc trong năm Album tiếng phổ thông xuất sắc nhất "Listen Up"
- Quảng Châu Radio "Kim khúc Bảng vàng" – Kim khúc trong năm "黄种人 (Người da vàng)"

TVB8 Gold Song Chart – Kim khúc "快 (Nhanh)"
- Tân Thành (Metro Radio) 997 – "Metro Hit Awards 2004" – Metro Hit Nam ca sĩ - nhạc sĩ
- Tân Thành (Metro Radio) 997 – "Metro Hit Awards 2004" – Metro Hit Ca khúc tiếng Phổ thông "快 (Nhanh)"

2005
- TVB – "Lễ trao giải Topten Kình ca Kim khúc năm 2004" – Nhạc chuông điện thoại được ưa chuộng nhất "黄(Hoàng)"
- Bảng xếp hạng âm nhạc Hoa ngữ toàn cầu lần thứ 11 – Giải Truyền thông Tiến cử
- Marie Claire 2 Launch Celebration Party ~ Accessories Inspiring Idol
- Đài Truyền hình Quảng Châu "Bảng xếp hạng Âm nhạc Tiên phong" – Topten Kim khúc "黄种人(Người da vàng)"
- Lễ trao giải Kình ca vương lần thứ 2 – Kim khúc (phổ thông) "黄种人(Người da vàng)"
- China Records lần thứ 2 "Golden Records Awards" – Nhạc nhảy hay nhất "战 (Chiến)" (Hongkong – Đài Loan – Nội địa)
- China Records lần thứ 2 "Golden Records Awards" – Ca khúc đặc biệt "黄种人(Người da vàng)"
- Tân Thành (Metro Radio) 997 – "Giải Tân Thành Quốc ngữ Lực 2005" – Tân Thành Quốc ngữ Lực ca khúc "黄种人(Người da vàng)"
- Tân Thành (Metro Radio) 997 – "Giải Tân Thành Quốc ngữ Lực 2005" – Tân Thành Quốc ngữ Lực Nam ca sĩ Hongkong
- TVB – "Kình ca Kim khúc Tinh tuyển lần thứ 2" – Đề cử ca khúc "塞车 (Tắc xe)"
- Giải Âm nhạc Hoa ngữ toàn cầu lần thứ 5 – Nam ca sĩ - nhạc sĩ được hoan nghênh nhất
- Hiệp hội nhà thiết kê thời trang Hongkong năm 2005 – Topten người ăn mặc đẹp nhất lần thứ 29
- Giải thưởng âm nhạc mạng Sina 2005 – Album hay nhất năm 2005 "Phóng thích"

2006
- "9+2 Bảng Âm nhạc Tiên phong 2005" – Topten Bảng Âm nhạc Tiên Phong Hongkong & Đài Loan "给天使看的戏 (Phim cho thiên sứ xem)"
- "9+2 Bảng Âm nhạc Tiên phong 2005" – Âm nhạc Tiên phong ca sĩ của năm
- "9+2 Bảng Âm nhạc Tiên phong 2005" – Âm nhạc Tiên phong ca sĩ - nhạc sĩ xuất sắc (Hongkong & Đài Loan)
- "9+2 Bảng Âm nhạc Tiên phong 2005" – Album hay nhất của năm "Phóng thích"
- "Kình Ca Vương" lần thứ 3 – Topten Kim khúc tiếng phổ thông "勇者之歌 (Bài ca của người dũng cảm)"
- "Kình Ca Vương" lần thứ 3 – Album hay nhất "Phóng thích"
- "Kình Ca Vương" lần thứ 3 – ca sĩ viết nhạc Kình ca vương
- Lễ trao giải Đông Nam Kình Bạo Âm nhạc lần thứ 4 – Nam ca sĩ nhạc đàn Hoa ngữ toàn cầu được hoan nghênh nhất
- 2006 MTV Style Awards – Nam ca sĩ phong cách nhất
- "9+2 Bảng Âm nhạc Tiên phong 2006" – Tiên phong ca khúc "爱回来 (Tình yêu quay lại)", ca sĩ - nhạc sĩ khu vực Hongkong, Nam ca sĩ xuất sắc (Hongkong & Đài Loan)
- Đông Nam Kình Bạo Âm nhạc Bảng – Nam nữ ca sĩ được hoan nghênh nhất nhạc đàn Hoa ngữ: Tạ Đình Phong, Dung Tổ Nhi

2007
- 9+2 Bảng Âm nhạc Tiên phong 2007 Quý 4 tuyển chọn - Top 15 Kim Khúc - "秋千 (Xích đu)"
- Kình Ca Vương lần thứ 4 – Nam ca sĩ được ái mộ nhất khu vực Hongkong
- Kình Ca Vương lần thứ 4 – Kình Ca Vương
- Kình Ca Vương lần thứ 4 – Album hay nhất của năm "Đừng quên tôi"

2009
- Bảng xếp hạng âm nhạc Hoa ngữ toàn cầu lần thứ 9 – Top 20 Kim khúc trong năm - Đề cử ca khúc "Tonight"
- Bảng xếp hạng âm nhạc Hoa ngữ toàn cầu lần thứ 9 – Đề cử Nam ca sĩ được hoan nghênh nhất
- Kình Ca Vương lần thứ 6 – Kim khúc "可以可以吗(Có thể, có thể không?)"
- Music King Vua viết nhạc - Tạ Đình Phong
- Kình Ca Vương MV hay nhất
- MTV hay nhất - Tạ Đình Phong "Cuối cùng"

2010
- Bảng xếp hạng âm nhạc Hoa ngữ toàn cầu lần thứ 14 - Đề cử Nam ca sĩ được hoan nghênh nhất - Album "Tạ Đình Phong cuối cùng" (Hongkong)

2011
- Giải hiệp hội nghệ sĩ Hồng Kông lần thứ 17 - Nam diễn viên kiệt xuất

2012
- Nam diễn viên điện ảnh Trung Quốc xuất sắc nhất tại giải Hoa Đỉnh (2012 HuaDing Award - The Asian Performance Celebrity Satisfaction Survey Award Ceremony)

## Show Ẩm thực và giải trí
-cập nhật sau_